# الحسن بن أحمد بن أبي خنزير
الحسن بن أحمد بن أبي خنزير (fl. 909–914) هو قائد عسكري فاطمي شغل منصب الحاكم الفاطمي الأول للقيروان وصقلية.

## حياته
كان الحسن بن أحمد بن أبي خنزير عربي من ميلة.  انضم إلى الدعوة الإسماعيلية بقيادة أبو عبد الله الشيعي،  وعندما أطاح أبو عبد الله بسلالة الأغالبة في مارس 909 وأسس الخلافة الفاطمية، تم إختيار ابن أبي خنزير ليكون والي القيروان عاصمة أفريقية. كان العرب يسكنون القيروان، وقد أدى تعيين أبي بن خنزير إلى تفادي الحاجة إلى تعيين بربر كتامة مكانه: كان من غير المقبول لدى عرب القيروان تعيين رجل من قبيلة أمازيغية، في حين طالب الكتامة بالسماح لهم بنهب القيروان.  أصبح خلف، شقيق حسن، محافظًا للمركز الإداري الأغالبي السابق في مدينة القصر القديم.  أكد الخليفة الفاطمي الجديد، المهدي بالله، تعينهم عندما تولى مقاليد السلطة في أوائل عام 910.  فرض ابن أبي خنزير الشعائر الشيعية في القيروان ما خلق له العداء العميق مع فقهاء المذهب المالكيأهل السنة والجماعة  
بعد فترة وجيزة، عين المهدي ابن أبي خنزير كأول حاكم له في صقلية ، التي غزاها الأغالبة من الإمبراطورية البيزنطية.  رافقه أخوه علي ورئيس الجزيرة الجديد إسحاق بن أبي منهل، بالإضافة إلى مسؤول جديد تم إرساله لتحصيل خُمس إجمالي الدخل من السكان الصقلييين وفقًا للتقاليد الفقهية الشيعية - وهو أمر عارضه بشدة الطائفة المحاربة الصقلية السنية والعرب المستقلين.   وصل الحاكم الجديد إلى مازر في 20 أغسطس 910، ووصل إلى عاصمة الجزيرة، باليرمو، بينما ترك شقيقه في جرجنت التي كانت تحت سيطرة حامية أمازيغية قوية.  في صيف عام 911، قاد ابن أبي خنزير حملة الإغارة السنوية المعتادة ضد معاقل البيزنطيين المتبقية في شمال شرقي الجزيرة. أخذ بعض الأسرى ودمر الحقول، لكنه لم يستول على الحصون. سرعان ما فقد شعبيته لدى الصقليين بسبب الضرائب الباهظة حتى أنهم ثاروا وسجنوه وطلبوا إستبداله.   تم منح الصقلييين مطلبهم وحكم جابي الخلافة (صاحب الخمس) صقلية حتى وصول الحاكم الجديد، الشيخ علي بن عمر البلوي، في أغسطس 912. لم يهدئ الوضع، ولكن في أوائل عام 913، قُتل صاحب الخمس، وطُرد شقيق ابن أبي خنزير من جرجنت وعُزل البلوي.   من 913-916 كانت صقلية في حالة ثورة ضد الفاطميين تحت قيادة أحمد بن قرحب.  
ولدى عودته إستأنف ابن أبي خنزير منصبه في القيروان. ظلت التوترات بين الكتامة وسكان القيروان دون حل، حيث اعتبر الكتامة أن نهب المدينة من حقهم، قهم فازوا بهذا الحق نتيجة مشاركتهم في الحرب المقدسة. في 10 أبريل 912، إندلعت مذبحة مناهضة للكتامة في المدينة، بدءًا من اشتباك في السوق بين الكتامة والتجار المحليين. إحتشد السكان وقتلوا كل كتامة وجدوه داخل أسوار المدينة. يقال إن عدد القتلى تخطى 700. تمكن ابن أبي خنزير من تهدئة الأمور وسرعان ما أزال الجثث عن طريق رميها في قناة. نظرًا لعدم العثور على أي شخص مسؤول عن هذا الفعل، كان على الخليفة المهدي أن يكتفي باعتذار رسمي من أعيان المدينة وغرامة مالية.  هذا الحدث أدى إلى زيادة استياء الكتامة من النظام الفاطمي الذي ساعدوا في تأسيسه، وأدى إلى تمرد فاشل تحت قيادة كادو بن معارك المواتي المناهض للمهدي. 
في يوليو 914، داهم الأسطول الصقلي بقيادة الابن الأصغر لإبن قرحوب سواحل إفريقية في لبدة الصغرى. قبض الصقليون على البحرية الفاطمية على حين غرة في 18 يوليو وتم إحراق الأسطول الفاطمي. كما أخذ 600 سجين ومن بينهم ابن أبي خنزير الذي أعدم.  في يوليو 916، عندما تم عزل ابن قرحوب وأتباعه وتسليمهم إلى المهدي، تم جلدهم على قبر ابن أبي خنزير، وتشويههم، وصلبهم علانية.